# The Love That Lives
The Love That Lives è un film muto del 1917 diretto da Robert G. Vignola. Prodotto dalla Famous Players Film Company e distribuito dalla Paramount, era interpretato da Pauline Frederick, John Sainpolis, Pat O'Malley, Joseph Carroll, Violet Paler, Frank Evans, Eldean Steuart.

## Trama
Molly rimane vedova con due bambini quando il marito, un giocatore incallito, è ucciso in una rissa. La sfortuna la perseguita: un'auto investe la bambina e a Molly resta solo Jimmy, il figlio maschio, che sembra però voler seguire le orme del padre. Per guadagnarsi da vivere, Molly pulisce gli uffici: Harvey Brooks, un ricco broker le offre una vita diversa, di agi e di lussi, ma lei rifiuta indignata. Per ritornare sui suoi passi quando vede che quella è l'unica soluzione che le resta per salvare Jimmy, sempre più instradato verso una strada che lo potrebbe portare a una brutta fine. Per lui, accetta le profferte di Brooks e iscrive il ragazzo a una scuola tecnica. Passano gli anni, Jimmy è diventato un vigile del fuoco.
Molly finisce per litigare con l'amante. Perde la sua posizione e scende ai livelli più infimi della società. Jimmy non riesce più a sapere cosa ne sia stato della madre che torna a una vita onesta, riprendendo a fare la donna delle pulizie. Molly si ritrova a lavorare negli uffici dove lavora Brooks che, un giorno, cerca di violentare una giovane stenografa che non è altri che la moglie di Jimmy che, nel frattempo, si è sposato. Per difenderla, Molly pugnala l'uomo. Negli uffici scoppia un incendio e accorrono i pompieri. Tra questi anche Jimmy che salva la moglie ma non la madre, che non riconosce. Molly muore dicendosi di averli salvati entrambi.

## Produzione
Il film fu prodotto dalla Famous Players Film Company da un soggetto originale dal titolo Flames of Sacrifice.

## Distribuzione
Il copyright del film, richiesto dalla Famous Players Film Co., fu registrato il 3 luglio 1917 con il numero LP11042. Distribuito dalla Paramount Pictures, il film uscì nelle sale cinematografiche statunitensi il 9 luglio 1917. Venne distribuito anche in Portogallo l'8 dicembre 1921 con il titolo O Amor Vence o Medo.
Copia completa della pellicola (un positivo 35 mm) viene conservata negli archivi dell'International Museum of Photography and Film at George Eastman House di Rochester.

### Censura
Il 25 agosto 1917, il giornale Exhibitors Herald di Chicago riporta la notizia che la commissione di censura ha richiesto diversi cambiamenti prima che il film possa venire proiettato in quella città. Le scene da cancellare includono un omicidio e due scene di caccia che compaiono nel primo rullo; le scene girate in un locale da ballo del quarto rullo e, nel quinto rullo, "l'intero incidente delle gambe di una ragazza che vengono mostrate mentre un uomo le guarda e la ragazza si tira giù il vestito". Nella stessa bobina, doveva essere cancellata anche la scena dove un uomo chiude una porta a chiave e appare la didascalia "Tu puoi andare, ma la ragazza rimane qui". La commissione volle che si cambiassero anche alcune didascalie, insistendo sul primo piano di una lettera che doveva chiarire, senza lasciare dubbio alcuno nello spettatore, che la protagonista non era più solo "Molly McGill", ma che era diventata la "signora Molly Brooks" e che, pertanto, ora era sposata. L'alterco tra Molly e Harvey Brooks richiese una nuova didascalia nella quale Molly doveva apparire pentita di aver lasciato il figlio e di essersi sposata con Brooks.